# Stratonico di Cizico
Stratonico di Cizico (in greco antico: Στρατόνικος?, Stratonicos; Cizico, ... – ...; fl. III/II secolo a.C.) è stato un artista greco antico.

## Biografia e opere
Stratonico, toreuta nativo di Cizico, viene datato nella prima età ellenistica grazie a un riferimento della Naturalis Historia riguardante il fatto che abbia raggiunto la fama "successivamente" all'età di Antipatro .
Non dovrebbe essere confuso con un suo omonimo scultore, posteriore di un secolo al toreuta, che, insieme a Epigono, Firomaco e Antigono di Caristo, viene nominato da Plinio come uno scultore della Galatomachia; tra l'altro questo omonimo scultore Viene riportato anche come autore di ritratti di filosofiː in particolare è ritenuto autore del "Menippo di Gadara" che si trova nei musei capitolini.